# Saison 1 de Defiance
Chronologie
Saison 2
Cet article présente les treize épisodes de la première saison de la série télévisée américano-canadienne Defiance.

## Synopsis
Dans un futur proche, des extraterrestres appelés les Votans arrivent près de la Terre dans l'espoir de pouvoir s'y installer. Leur système solaire a été détruit et ils n'ont pas d'autre choix que notre planète. Restés en orbite pendant six ans de négociations infructueuses avec les gouvernements terriens et leurs réserves presque épuisées, les Votans déclarent la guerre aux humains.
Cette guerre va faire beaucoup de dégâts sur les vaisseaux de terraformation Votans, entraînant une transformation radicale de la planète devenant dangereuse autant pour les humains que pour leurs ennemis. Après trente ans de guerre, le monde a changé, humains et Votans apprennent à cohabiter.
Les conflits terminés, Jeb Nolan revient dans sa ville natale de Saint-Louis désormais rebaptisée Defiance. Ancien militaire dans l'armée humaine, il devient gardien de l'ordre dans ce mélange d'humains et de toutes sortes d'extraterrestres. Il va tenter de protéger la ville contre les affrontements entre humains et extraterrestres, mais aussi contre les menaces extérieures et militaires.

## Distribution

### Acteurs principaux
- Grant Bowler (VF : Éric Aubrahn) : Joshua Nolan
- Julie Benz (VF : Juliette Degenne) : Amanda Rosewater
- Tony Curran (VF : Cyrille Monge) : Datak Tarr
- Jaime Murray (VF : Charlotte Marin) : Stahma Tarr
- Stephanie Leonidas (VF : Karine Foviau) : Irisa
- Graham Greene (VF : Philippe Catoire) : Rafe McCawley
- Mia Kirshner (VF : Véronique Desmadryl) : Kenya Rosewater

### Acteurs récurrents
- Jesse Rath (VF : Hervé Grull) : Alak Tarr
- Dewshane Williams (VF : Namakan Koné) : Tommy
- Trenna Keating (VF : Catherine Desplaces) : Doc Yewll
- Nicole Muñoz (VF : Flora Kaprielian) : Christie McCawley
- Justin Rains (VF : Benjamin Gasquet) : Quentin McCawley
- Brittany Allen (VF : Edwige Lemoine) : Tirra
- Fionnula Flanagan (VF : Marie-Martine) : Nicolette « Nicky » Riordan
- Tiio Horn (VF : Stéphanie Lafforgue) : Rynn

### Invités
- Peter MacNeill : Garret Clancy (épisodes 1, 2 et 11)
- Jane McLean (VF : Rafaèle Moutier) : Olfin Tennety (épisodes 6 et 10)
- Gale Harold : Connor Lang (épisodes 7, 9 et 10)

## Production
La saison, composée de treize épisodes, inclut un épisode pilote en deux parties
.

## Liste des épisodes

### Épisodes 1 et 2:Un nouveau monde, première et deuxième partie
- États-Unis /  Canada : 15 avril 2013 sur Syfy[3] / Showcase[4]
- France : 16 avril 2013 sur Syfy France[5],[6] (24 heures après sa diffusion aux États-Unis)
- Québec : 25 février 2014 et 4 mars 2014 sur Ztélé

- États-Unis : 2,73 millions de téléspectateurs[7] (première diffusion)
- Canada : 500 000 téléspectateurs[8] (première diffusion)
- France : 293 000 téléspectateurs[9] (première diffusion)

- La chanson diffusée lors de la scène finale est If I Didn't Care de The Ink Spots.

### Épisode 3:Le Silence des morts
- États-Unis /  Canada : 22 avril 2013 sur Syfy / Showcase
- France : 23 avril 2013 sur Syfy France[6]
- Québec : 11 mars 2014 sur Ztélé

- États-Unis : 2,4 millions de téléspectateurs[10] (première diffusion)

- Lors de la scène finale, il est possible d'entendre une reprise de la chanson Come as You Are de Nirvana, par Civil Twilight.

### Épisode 4:Vengeance Irathienne
- États-Unis /  Canada : 29 avril 2013 sur Syfy / Showcase
- France : 30 avril 2013 sur Syfy France[6]
- Québec : 18 mars 2014 sur Ztélé

- États-Unis : 2,29 millions de téléspectateurs[11] (première diffusion)

### Épisode 5:Une question de respect
- États-Unis /  Canada : 6 mai 2013 sur Syfy / Showcase
- France : 7 mai 2013 sur Syfy France[6]
- Québec : 25 mars 2014 sur Ztélé

- États-Unis : 2,15 millions de téléspectateurs[12] (première diffusion)

- Robin Dunne (Niko)

### Épisode 6:L'Œuf du serpent
- États-Unis /  Canada : 13 mai 2013 sur Syfy / Showcase
- France : 14 mai 2013 sur Syfy France[6]
- Québec : 1er avril 2014 sur Ztélé

- États-Unis : 1,98 million de téléspectateurs[13] (première diffusion)

### Épisode 7:Frères d'armes
- États-Unis /  Canada : 20 mai 2013 sur Syfy / Showcase
- France : 21 mai 2013 sur Syfy France[6]
- Québec : 8 avril 2014 sur Ztélé

- États-Unis : 1,95 million de téléspectateurs[14] (première diffusion)

### Épisode 8:La Pluie d'acier
- États-Unis /  Canada : 3 juin 2013 sur Syfy / Showcase
- France : 4 juin 2013 sur Syfy France[6]
- Québec : 15 avril 2014 sur Ztélé

- États-Unis : 1,69 million de téléspectateurs[15] (première diffusion)

### Épisode 9:D'une autre époque
- États-Unis /  Canada : 10 juin 2013 sur Syfy / Showcase
- France : 11 juin 2013 sur Syfy France[6]
- Québec : 22 avril 2014 sur Ztélé

- États-Unis : 1,91 million de téléspectateurs[16] (première diffusion)

### Épisode 10:L'Épidémie
- États-Unis /  Canada : 17 juin 2013 sur Syfy / Showcase
- France : 18 juin 2013 sur Syfy France[6]
- Québec : 29 avril 2014 sur Ztélé

- États-Unis : 1,6 million de téléspectateurs[17] (première diffusion)

### Épisode 11:À visage découvert
- États-Unis /  Canada : 24 juin 2013 sur Syfy / Showcase
- France : 25 juin 2013 sur Syfy France[6]
- Québec : 6 mai 2014 sur Ztélé

- États-Unis : 1,67 million de téléspectateurs[18] (première diffusion)

### Épisode 12:La Machine à tuer
- États-Unis /  Canada : 1er juillet 2013 sur Syfy / Showcase
- France : 2 juillet 2013 sur Syfy France[6]
- Québec : 13 mai 2014 sur Ztélé

- États-Unis : 1,94 million de téléspectateurs[19] (première diffusion)

### Épisode 13:L'Ange de la mort
- États-Unis /  Canada : 8 juillet 2013 sur Syfy / Showcase
- France : 9 juillet 2013 sur Syfy France[6]
- Québec : 20 mai 2014 sur Ztélé

- États-Unis : 2,17 millions de téléspectateurs[20] (première diffusion)